# ヤン・サミュエル
ヤン・サミュエル（Yann Samuell、1965年6月7日 - ）はフランスの映画監督・脚本家。

## 略歴
映画学校で学んだ後、ストーリーボード・アーティストやグラフィックデザイナー、舞台演出家等として活躍。
1980年代から短編映画を製作していたが、2003年、初の長編作品『世界でいちばん不運で幸せな私』を完成させた後、2007年にハリウッドに進出。韓国映画『猟奇的な彼女』のリメイク『猟奇的な彼女 in NY』で初の英語作品を手掛ける。

## 監督作品
- 世界でいちばん不運で幸せな私 Jeux d'enfants（2003年）
- 猟奇的な彼女 in NY My Sassy Girl（2008年）
- マーガレットと素敵な何か L'age de raison （2009年）
- ナイトメア・オブ・ロンドン The Great Ghost Rescue （2011年）
- レジェンド・オブ・ゴースト　カンタヴィル城と秘密の部屋 Le Fantôme de Canterville （2016年）